# Gombostelke
Gombostelke (románul: Gâmbuț) falu Romániában, Maros megyében.

## Fekvése
Marosújvártól keletre fekvő település.

## Története
Nevét 1296-ban említette először oklevél t. Gumbuch sessio Gumbuchtelke néven. További névváltozatai: 1303-ban Gumbuch, 1339-ben p. Gombocz.
A település birtokosai közül 1296-ban Csúcsi Mokou fia Miklós ispán nevét jegyezték fel, aki ekkor Gomboctelkét a Középerdővel, egyéb földjeitől elválasztva eladta 34 M-ért Heym fia János mesternek. Később, 1332-ben a pápai tizedjegyzékben szerepelt, papja ekkor 20 dénár pápai tizedet fizet (Gy 2: 160). 1339-ben pedig Tatamir fehérvári prépost és fivéreit említette az oklevél, akik a területet meghatároltatták.
Magyarbükkös község része. A trianoni békeszerződésig Alsó-Fehér vármegye Marosújvári járásához tartozott.

## Népessége
2002-ben 187 lakosa volt, ebből 183 román, 3 magyar és 1 cigány nemzetiségű.

## Vallások
A falu lakói közül 165-en ortodox, 20-an görögkatolikus hitűek és 1 fő református.

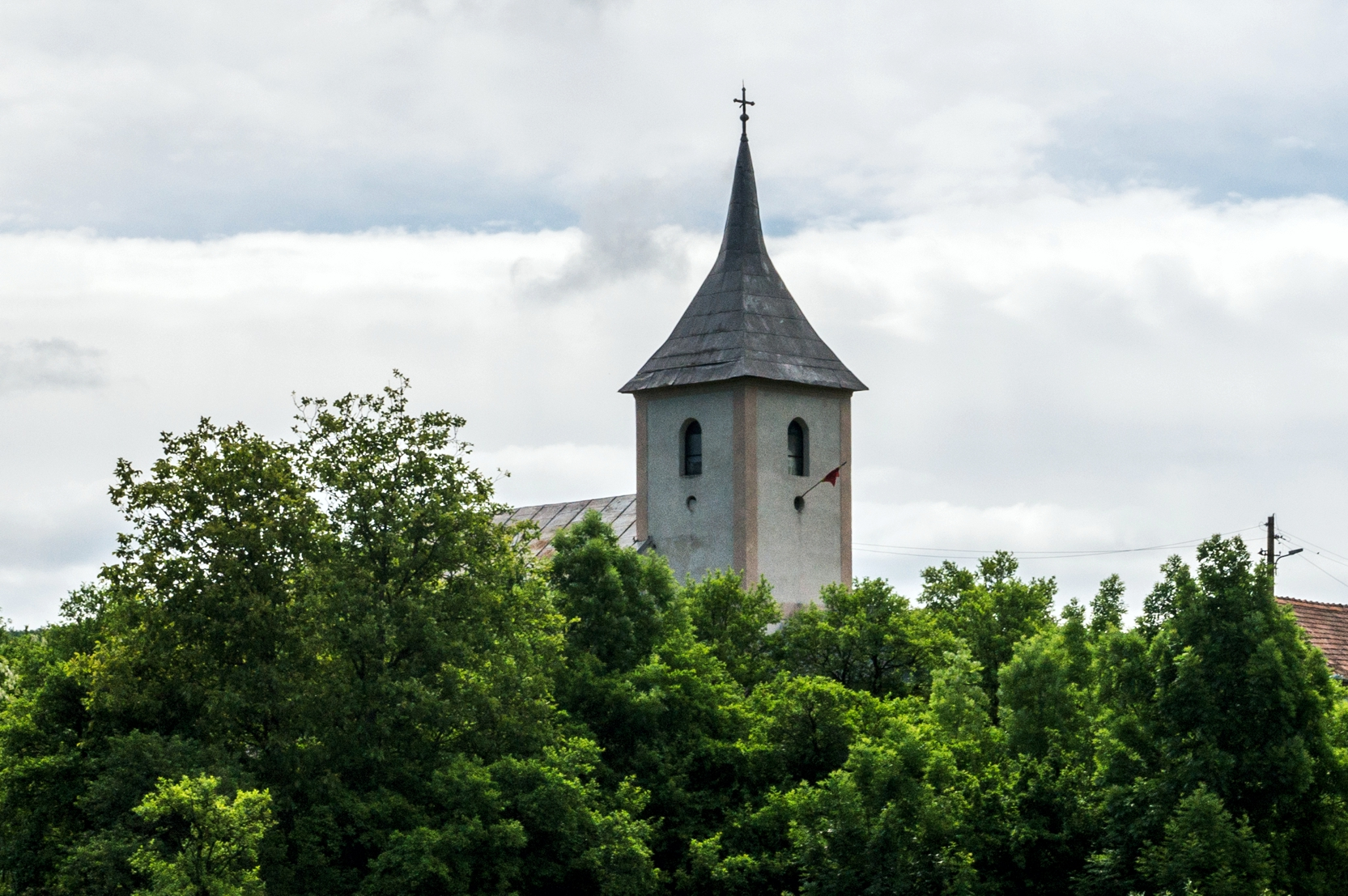
Ortodox templom